# Tro Breiz
| \| Vannes Saint-Malo Quimper Saint-Brieuc Saint-Pol-de-Léon Tréguier Dol-de-Bretagne \| Localisation des cités épiscopales, grandes étapes du pèlerinage. |
| Vannes Saint-Malo Quimper Saint-Brieuc Saint-Pol-de-Léon Tréguier Dol-de-Bretagne                                                                         |

Le Tro Breiz (sans h car le nom est fixé au XIXe siècle avant l'apparition d'une orthographe normalisée du breton), qui en breton signifie « tour de Bretagne », est un pèlerinage catholique qui relie les villes des sept saints fondateurs de la Bretagne. Ces sept saints sont, selon une construction tardive, à la fois littéraire et hagiographique, des moines venus du pays de Galles et des Cornouailles britanniques vers les Ve et VIe siècles, apportant le christianisme dans l'ouest de l'Armorique et y fondant les premiers évêchés.
Les sept villes étapes du Tro Breiz sont : 
- Saint-Malo fondée par saint Malo (ou Maclou),
- Dol-de-Bretagne fondée par saint Samson
- Saint-Brieuc fondée par saint Brieuc
- Tréguier fondée par saint Tugdual
- Saint-Pol-de-Léon fondée par saint Paul Aurélien
- Quimper fondée par saint Corentin
- Vannes fondée par saint Paterne (ou Patern)

## Histoire

### Un mythe historiographique

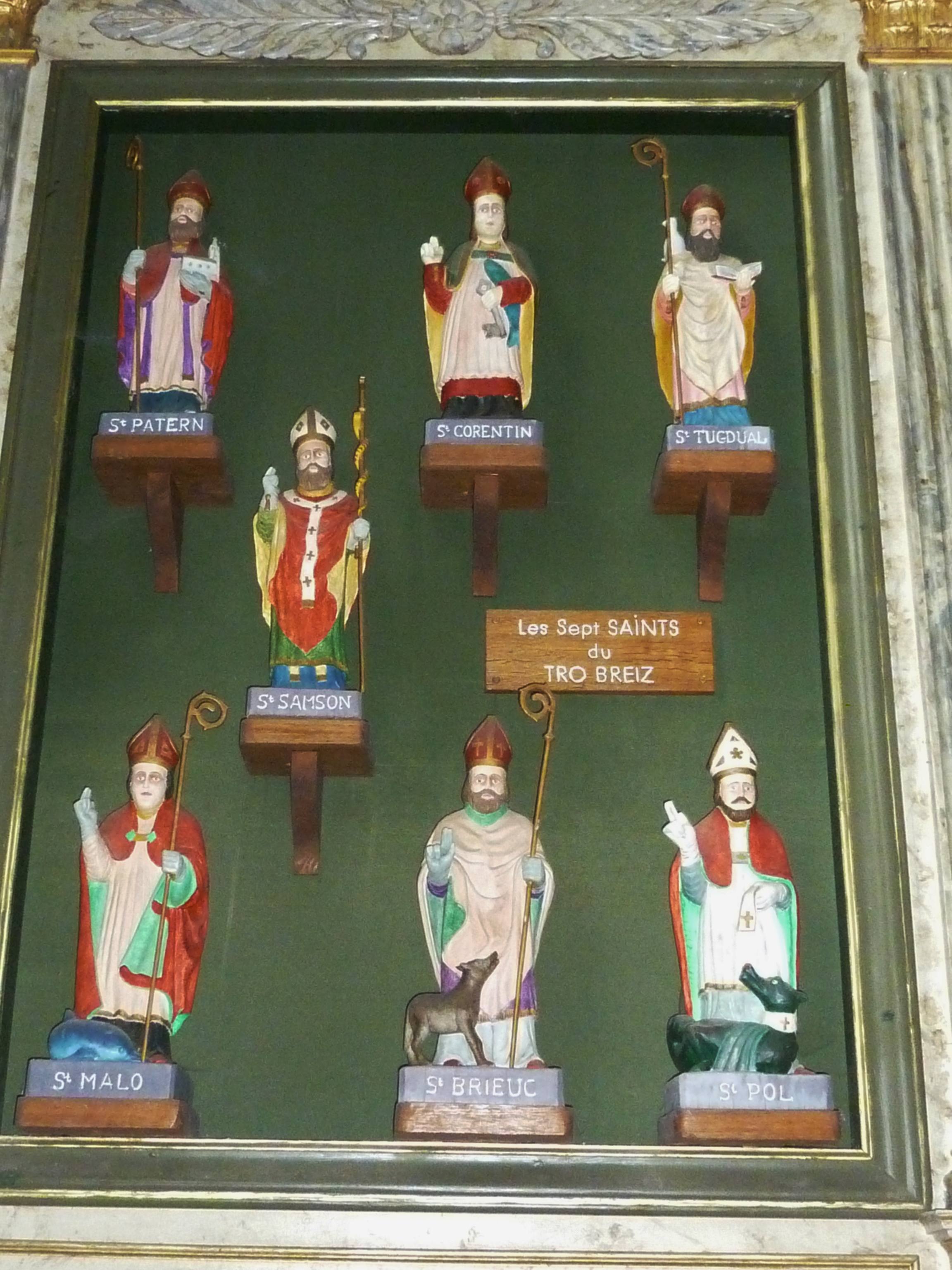
Saint-Pol-de-Léon : chapelle Notre-Dame du Kreisker, les sept saints du Tro Breiz.

Le Tro Breiz est un pèlerinage qui se serait fait à l'origine en un mois et 600 kilomètres de marche, les pèlerins rendant visite aux reliques des sept saints fondateurs de la Bretagne qui étaient exposées dans les cathédrales des grandes étapes. Il remonte selon les érudits au IXe, Xe ou XIIe siècle et connaît son apogée au XIIIe siècle.
Le Tro-Breiz médiéval s'effectue lors des quatre temporaux (Pâques, Pentecôte, Saint-Michel et Noël, chaque temporal débutant quinze jours avant et finissant quinze jours après la solennité retenue). Les historiens médiévistes remettent en cause l'historiographie bretonne de la fin du XIXe siècle qui, à l'intérieur d'un courant de pensée appelé celtomanie, invoque un passé glorieux du Tro-Breiz au Moyen Âge avec des foules compactes réalisant ce pèlerinage avec ferveur, cette invocation reposant sur un « mirage hagiographique » alors que « la réalité du Tro-Breiz médiéval était à la fois plus modeste, plus diverse et plus discontinue ».
Une femme de Lanmeur, qui faisait le pèlerinage aux Sept-Saints de Bretagne avec une amie, aurait rencontré saint Yves et fait route avec lui de Tréguier à Kermartin (en Pléguien) le lundi de la Pentecôte 1299 ou 1300. Ce témoignage, produit lors du procès de canonisation de saint Yves en 1330, est le plus ancien connu évoquant l'existence du pèlerinage aux Sept-Saints de Bretagne.
Voir aussi la note 2 de la page 181 du cartulaire de Quimper (Bibliothèque diocésaine de Quimper) qui mentionne le tronc du pèlerinage des Sept-Saints en 1278.
Historiquement, il est désigné sous les termes Pèlerinage des Sept-Saints de Bretagne. Parfois qualifié de circuitus Britanniae (« le tour de la Bretagne » en latin), ce terme a été donné en breton au XIXe siècle.

### Un nouveau souffle
Ce pèlerinage tombe en désuétude au XVIIe siècle, dans des circonstances mal établies, mais perdure toutefois : Anatole Le Braz évoque dans "La Terre du passé", publié en 1901, Marguerite Philippe (Macharit Fulup en breton), pèlerine professionnelle, qui effectuait, moyennant rémunération, le pèlerinage pour le compte de clients.
Sa pratique tente d'être relancée dans la première partie du XXe siècle par l'association catholique bretonne Bleun-Brug mais peine à retrouver son souffle.
Après une longue période d'absence, il est relancé en 1993 par l'association laïque La Route Historique du Tro-Breiz (label CNMHS) créée par Benoît Boyer pour faire la promotion et la revalorisation du Tro-Breiz, comme itinéraire culturel et touristique. Puis en 1994 par l'association « Les Chemins du Tro Breiz » créée par Philippe Abjean qui décide de limiter la marche à une étape d'une semaine par an, soit en partant d'une ville-étape pour arriver à la suivante, dans l'ordre habituel des étapes. Plusieurs associations ont depuis repris l'idée et organisent maintenant ce pèlerinage selon des itinéraires qui, contrairement aux routes de Compostelle, n'ont jamais été vraiment fixés.

## Caractéristiques
Une des particularités de ce pèlerinage est d'être « circulaire », car la dernière étape de son pèlerinage ramènerait le pèlerin à son point de départ. À l'instar des troménies, la circularité dans l'esprit celtique symbolise l'accomplissement et la plénitude. 
Une légende promet le Paradis à tout Breton qui fait le Tro Breiz, mais veut que celui qui ne l'a pas effectué de son vivant soit condamné à l'accomplir après sa mort, en avançant, chaque jour ou chaque année selon les versions, de la seule longueur de son cercueil.
Il n'y a pas d'ordre de départ, l'important est d'être passé par toutes les étapes. Le circuit fait entre 600 et 1000 kilomètres suivant le tracé.
Comme pour Compostelle, les motivations ne sont pas seulement religieuses. Généralement les motivations des marcheurs sont multiples : spirituelles, culturelles, sportives... Par exemple, beaucoup de personnes « font » le Tro Breiz pour la découverte du patrimoine et de la culture du pays, pour le plaisir de randonner ou encore de rencontrer de nouvelles personnes partageant les mêmes intérêts. 
Les chemins du Tro Breiz comptent sept cathédrales mais surtout des centaines de chapelles, des enclos paroissiaux, des abbayes, des calvaires, des manoirs et châteaux... Le projet des années 2010 est de restaurer des chapelles qui sont sur le tracé afin d'en ouvrir une cinquantaine pour en faire des chapelles hospitalières, comme au Moyen Âge. L'année 2015 voit l'ouverture du premier refuge à Saint-Pol-de-Léon.

## En chanson
Denez Prigent évoque le renouveau du Tro Breiz dans sa chanson An hentoù adkavet (les chemins retrouvés), où il rend hommage aux marcheurs qui se donnent du mal sans espérer de récompense.